# Fenoxietanol
El fenoxietanol es un compuesto orgánico: un glicol éter cuya densidad es de 1,102 g/cm³, su punto de ebullición está en los 247 °C y pasa a estado líquido entre los 11 y 13 °C; su masa Molar es de 138,16 g/mol. A menudo usado en dermatología como producto para cremas cutáneas y solares. Su textura es parecida al aceite y es incoloro. 
Es un bactericida generalmente usado conjuntamente con amonio cuaternario. Su toxicidad es menor y no reacciona con el cobre o el plomo. Es usado también como fijador para perfumes, como insecticida y antiséptico tópico. Es disolvente del acetato de celulosa y algunas tintas y resinas. En agua se comporta moderablemente soluble. 

Estructura molecular.

También se utiliza como ingrediente para ciertas vacunas y está autorizado por el Centro de Control de Enfermedades de Estados Unidos.
Sus efectos en caso de envenenamiento en el cuerpo humano son diarrea y mareos, funciona como un depresor del sistema central. No debe usarse en mujeres lactantes ya que puede pasar de la piel del pezón al bebé. En Europa y Japón, su uso en productos cosméticos está limitado (concentración máxima del 1%).

## Uso en Cosméticos
El fenoxietanol es un preservante muy utilizado en cosméticos, incluyendo, bases de maquillaje, labiales, cremas, hidratantes, protectores solares, demaquillantes, limpiadores faciales, cremas corporales, rimmel, serum, shampoo, etc.. 
En un estudio realizado en los Estados Unidos sobre 4,737 productos, el Fenoxietanol estaba presente en el 23.9% de ellos. Y En España, en otro estudio se encontró que el 43.09% de los cosméticos vendidos en Farmacias también tenían este ingrediente.